# Rue Boutin
La rue Boutin est une voie du 13e arrondissement de Paris située dans le quartier de la Maison-Blanche.

## Situation et accès
La rue Boutin est desservie à proximité par la ligne 6 à la station Glacière.

## Origine du nom
Elle tient son nom d'un marchand de bois qui avait son entreprise en ce lieu.

## Historique
Cette voie de l'ancienne commune de Gentilly porte son nom depuis son ouverture en 1824 et est rattachée à la voirie de Paris en 1863. Elle est comprise dans la zone des anciennes carrières.

## Bâtiments remarquables et lieux de mémoire
- La rue longe l'église Saint-Albert-le-Grand.
- La rue débouche sur le côté de l'hôpital Sainte-Anne.